# Марк Шварцер
Марк Шварцер (Сиднеј, 6. октобар 1972) бивши је аустралијски фудбалер, који је играо на позицији голмана. Играо је за репрезентацију Аустралије у периоду од 1993. до 2013. године, на Светским првенствима 2006. и 2010. године. Сматра се једним од најбољих аустралијских голмана свих времена. Напредујући кроз омладинске редове клубова Коло кугарс, Пентрит, Блектаун и Маркони сталионс, Шварцер је 1990. године започео професионалну фудбалску каријеру у клубу Маркони сталионс. Након 58 наступа за клуб прешао је у немачки Динамо Дрезден 1994. године, за који је одиграо само две утакмице. Након тога играо је за Кајзерслаутерн, појавивши се на четири утакмице.
Шварцер се друголигашу Бредфорд Ситију придружио 1996. године и уписао 16 наступа за тај клуб, пре него што се у фебруару 1997. године придружио Мидлсброу, али је одлучио да напусти клуб у мају 2008. године. Након тога играо је за Фулам на 218 утакмица, док није прешао у Челси, 2013. године. Први је и једини фудбалер који није Британац, а да је уписао више од 500 наступа у Премијер лиги, уједно и најстарији играч који је играо у нокаут фази УЕФА Лиге шампиона. Придружио се Лестер Ситију у јануару 2015. године и напустио клуб на крају сезоне 2015/2016.
Играо је за репрезентацију Аустралије до 17. и до 20. године, а први меч за „А тим” Аустралије одиграо је 1993. године на квалификацијама за Светско првенство, против репрезентације Канаде, убачен је у игру као замена, јер је Роберто Жабица искључен у 17 минуту меча. Током каријере за репрезентацију, одиграо 109 утакмица за Аустралију и постао играч са највише одиграних утакмица за овај тим, надмашивши рекорд Алекса Тобина у јануару 2011. године.

## Биографија
Шварцер је рођен 6. октобра 1972. године у Северном Ричмонду, полу-сеоским предграђу у севернозападном делу Сиднеја, а похађао је основну школу Ричмонрд Норт и среду школу Коло. Играо је за локалну фудбалски клубу Коло кугарс. Његови родитељи Ханс-Јојаким и Дорис емигрирали су у Аустралију из Немачке 1968. године. Шварцер течно говори немачки језик.
Године 2009. одликован је Медаљом Аустралије због заслуга на пољу фудбала.

## Каријера
Шварцеров први клуб за који је играо био је Коло кугарс из Рочмонда, Нови Јужни Велс. Након што је играо у још неколико клубова, професионалну каријеру започео је када је имао деветнаест година у Маркони сталионсу, који је играо у Националној фудбалској лиги Аустралије. Напустио је Сиднеј и државу 1994. године, како би играо у немачком Динамо Дрездену, а након тога и у Кајзерслаутерну. Након кратке каријере у Немачкој, отишао је у Енглеску 1996. године, како би играо за Бредфорд Сити, након чега је од фебруара 1997. године играо за Мидлсбро.

### Мидлсбро
Шварцер је дебитовао за Мидлсборо против Барнета у полуфиналу Енглеског Лига купа, 26. фебруара 1997. године. Након победе, наступио је и у финалу, које је његов тим играо против Лестер Ситија, резултат је завршен резултатом 1:1, а Шварцер се повредио и није могао да игра у ревашну. Такође, бранио је гол Мидслброа у финалу Енглеског Лига купа 1998. године против Челсија, али је његов тим изгубио резултатом 2:0. Шварцер је био део тима који је победио Болтон вондерерсе у финалу Енглексог Лига купа 2004. године, резултатом 2:1. У последњем мечу сезоне 2004/2005. против Манчестер Ситија, сачувао је мрежу свог тима, тако што је одбранио једанаестерац Робију Фаулеру у зауставном времену, а утакмица је завршена резултатом 1:1. Жреб је био довољан да Мидслборо обезбед седмо место на тебели и тако обезбеди и квалификације за УЕФА куп; да је Фаулер погодио из једанаестерца, Манчестер Сити би се квалификовао за Куп УЕФА, а не Мидлсбро.
Мидслборо је Шварцеру одобрио захтев за транфер 6. јануара 2006. године и тражио да се он придружио новом клубу, али је ипак 20. јануара 2006. године захтев повучен, а Шварцер се вратио свом тиму. Ипак, Шварцер је поломио јагодичну кост на лицу на мечу против Вест Хем јунајтеда и изгледао је да ће он паузирати остатак сезоне, али се вратио на финале first2=Jon |Купа УЕФА против Севиље, а играо је са заштитном маском. Дана 29. децембра 2007. године, победом Мидлсбороа против Портсмута, Шварцер је постао странац са најдужим стажем у Премијер лиги, надмвашивши рекорд Дениса Бергкампа, који је одиграо 315 мечева. Шварцеров последњи наступ у Мидслброу био је на утакмици против Манчестер Ситија, када је његов тим славио резултатом 8:1, последњег дана сезоне 2007/2008. а укупно је наступио на 446 утакмица за Мидлсбро.

### Фулам
Шварцеров угувор са Мидлсброом истекао је у јуну 2008. године, а иако му је понуђен нови, тренер Гарет Саутгејт планирао је тим са новим голман, потшо је 21. маја 2008. године Шварцер потписао уговор за Фулам, окончавши тако једанаест година каријере у Мидлсброу. У интервјуу за „The World Game”, Шварцер је открио да је добијао понуде из Бајерн Минхена и Јувентуса, али их је одбио јер нису могли да му гарантују да ће бити у првој постави тима. За Фулам, дебитовао је у поразу од Хал Ситија, резултатом 2:1, али је следећи меч играо против Арсенала, који је његов тим победио резултатом 1:0. Играо је на свим утакмицама током сезоне 2008/2009. Шварцеров допринос клубу је био важан, јер су његове одбране довеле Фулам до пласмана на седмо место на табели и места за такмичење у Европи наредне сезоне.  Клуб је сезону пре тога једва избегао испадање. Током прве године у клубу Шварцеру је додељена нграда Играч године Фулама 2008/2009. Такође је проглашен за играча месеца Премијер лиге у фебруару 2010. године. Имао је важну улогу у Фуламу, који је стигао до финала УЕФА Лиге Европе 2010. године, али је изгубио финале од Атлетко Мадрида, што је био други пораз Шварцера у финалу УЕФА Лиге Европе.
После његових наступа током сезоне 2009/2010. тренер Арсенала Арсен Венгер покушао је да придобије Шварцера како би потписао за његов клуб. Објављено је да је понуда за Шварцера била око 2 милиона фунти у мају 2010. године, а друга приближно исте вредости дата је у августу 2010. године, међутим Фулам их је обе одбио. Дана 13. августа 2010. године, тренер Фулама Марк Хагс открио је да је Шварцер предао захтев за трансфер, који је Хагс изгубио. Дана 31. августа 2010. године објављено је да је Арсенал дао последњу понуду у износу од око 4 милиона фунти за довођење Шварцера у своје редове, пре затварања прелазног рока. Ипак, Хагс је неиграо ту објављену вест. Шварцер је помогао своим тиму у јануару 2013. године, када су играли нерешно 3:3 против Арсенала.  У априлу 2013. године одиграо је 500. утакмицу у Премијер лиги, на утакмици против Арсенала и постао први играч Премијер лиге који је одиграо 500 утакмица у Премијер лиги, а да није Британац или Ирац. Дан 5. јуна 2013. године, Шварцер је објавио да напушта Фулам после доласка Мартена Стекеленбурга. Шварцер је био један од 12 играча које је Фулам објавио на крају сезоне у Премијер лиги 2012/2013.

### Челси
Дана 9. јула 2013. године, Шварцер је потписао једногодишњи уговор са ривалом Фулама, Челсијем из Западног Лондона, а транфер је био бесплатан. Шварцер је том приликом рекао: „Челси је један од највећих и најбољих клуба на свету и част ми је да сам за њих потписао уговор. Нисам пуно вероватно да ћу доћи овде”. Прву утакмицу за Челси одиграо је на мечу против Свиндон Тауна у Енглеском Лига купу, а завршен је резултатом 2:0. Други Шварцеров меч за Челси био је против Арсеналаа, који је његов тим победио 2:0, 29. октобра 2013. године. Дана 11. децембра 2013. године  Шварцер је постао најстарији играч који је дебитовао у УЕФА Лиги шампиона, тада је био стар 41 годину и 65 дана, а бранио је на голу Челсија у победи резултатом 1:0 над Стеауом Букурешт. Након те победе, Челси је потврдио проказак у нокаут фазу УЕФА Лига шампиона. Шварцер је такође постао најстарији играч који је представљао Челси у Премијер лиги, када је играо против Сандерланда, 19. априла 2014. године, а тада је био стар 41 години и 195 дана.
Постао је најстарији играч у клубу икада, престигашви Грахама Рика, који је последњи пут играо за Челси у доби од 37 година и 203 дана. Дана 22. априла 2013. године заменио је повређеног Петра Чеха у првој утакмици полуфинала Лиге шампиона против Атлетико Мадрида, а утакмица је завршена без голова. Дана 27. априла 2013. године стартовао је на мечу против Ливерпула, што је била кључна утакмица за Челси, како би остао у трци за титулу. Чувао је гол свог тима и имао неколико извандредних одбрана, а Челси је на крају победио резултатом 2:0. Утакмица против Ливерпула била је 150. наступа Шварцера у Премијер лиги, а толико су до сада имали само Чех и Дејвид Џејмс. Шварцер је увршћен на листу играча који је Челси објавио на крају сезоне, али је на крају 30. јуна 2014. године потписао нови једногодишњи уговор са клубом. Иако није имао ниједан лигашки наступ пред прелазак у Лестер Сити, менаџер Челсија Жозе Морињо изјавио је да ће Шварцер бити поједнако испоштован као и остали играчи који су наступали те сезоне.

### Лестер Сити
Дана 6. јануара 2015. године Шварцер је прешао у Лестер Сити преко слободног трансфера као покриће за повређеног Каспера Шмејхела, након што је потписао осамнаестомесечни уговор. Тренер Чексије Жозе Мурињо похвалио је Шварцеров допринос свом бившем клубу и изјавио да верује да ће му Челси недостајати. Шварцер је дебитовао 24. јануара 2015. године за Лестер Сити, победом резултатом 2:1 у гостима над Тотенхем хотспером у четвртој рунди ФА купа и тада постао најстарији играч Лестер Ситија који је то учинио. У Премијер лиги за Лестер Сити дебитовао је недељу дана касније у поразу његовог тима од стране Манчестер јунајтеда резултатом 3:1, на Олд Трафорду.
Шварцер је током своје прве сезоне за Лестер Сити уписао осам наступа, од чега је шест било у борби да не избегну испадање из Премијер лиге. Шварцер није насупао тком сезоне 2015/2016. када је Лестер Сити остао првак, што га је чинило неподобним за медаљу победника (потребно је најмање пет лигашких утакмица). Упркос томе, он је једини играч који је у узастопним сезонама био у тиму за освајање шампионата Европе. Шварцер је пуштен из Лестер Ситија на крају сезоне 2015/2016.

## Каријера у репрезентацији
Прву утакмицу за репрезентацију Аустралије Шварцер је одиграо против Канаде у Едмонтону, током квалификација за Светско првенство 1994. године. Након друге утакмице у Сиднеју имао је велику медијску пажњу и поштовање након што је одбранио два пенала и послао Аустралију у последњу фазу квалификација против репрезентације Аргентине. Шварцер није играо на овом мечу, а Аустралије поражена резултатом 2:1. Имао је значајну улогу у квалификацијама за Светско првенство 2006. године, у плеј-оф утакмици против Уругваја. Након што је Уругвај победио на првом мечу, резултатом 1:0 у Монтевидеу Аустралија је 16. новембра 2005. године победила 1:0 у Сиднеју. У извођењу једанаестераца, Шварцер је одбранио два пенала, а Аустралија је славила резултатом 4:2. На Светском првенству 2006. године одиграо је прве две утакмице у групним мечевима против Јапана и Бразила, након што га је у трећем мечу заменио Жељко Калач.  Ипак, Аустралија је испала са Светског првенства након што је изгубила од репрезентације Италије.
Шварцер је играо на свим утакмицама за репрезентацију Аустралије на АФК Азијском купу 2007. године.  Иако је у уводном мечу против Омана примио гол за 1:1, имао је две добре утакмице, али је лоше одиграо на мечу против репрезентације Ирака, која је победила Аустралију резултатом 3:1. У четвртфиналу АФК азијског купа Шварцер није могао да парира јапанском голману Јошикацу Кавагучију, током извођења једанаестераца. Шварцер је одбранио једанаестерац Шао Јаија у 89. минуту на мечу Аустралије и репрезентације Кине у ревашну од 0:0 у квалификацијама за Светско првенство 2010. године. У марту 2008. године наставио је свој рекорд одбране једанаестераца. Добио је други жувити картон на утакмици против репрезентације Катара у Дохи, због чега је суспендован и није могао да игра на следећој утакмици против репрезентације Кине. Имао је солидан допринос за своју репрезентацију што јој је обезбедило повратак на квалицикације за АФК азцијски куп. Био је чувар мреже репрезентације Аустралије на све три утакмице групе фазе за Светскоо првенство 2010. године, односно на мечевима против Немачке, Србије и Гане. У првом мечу против Немачке, Аустралије изгубила 4:0, победила Гану 1:0, а након тога победила репрезентацију Србије резултатом 2:1 и тако са четири бода била трећа у групи, али испала због слабије гол разлике у односу на Гану. Након Светског првенства, Шварцер је изјавио да је заинтересован да игра и на Светском првенству 2014. године, али је ипак 5. новембра 2013. године објавио информацију да се повлачи из репрезентације.

## Статистика

### Клуб
Извор:
| Статистика        | Статистика        | Статистика                | Лига | Лига | Национални куп | Национални куп | Лига куп | Лига куп | Континентални куп | Континентални куп | Укупно | Укупно |
| Клуб              | Сезона            | Лига                      | Ута  | Гол  | Ута            | Гол            | Ута      | Гол      | Ута               | Гол               | Ута    | Гол    |
| ----------------- | ----------------- | ------------------------- | ---- | ---- | -------------- | -------------- | -------- | -------- | ----------------- | ----------------- | ------ | ------ |
| Маркони сталионс  | 1990–91           | Национална фудбалска лига | 1    | 0    |                |                |          |          | 0                 | 0                 | 1      | 0      |
| Маркони сталионс  | 1991–92           | Национална фудбалска лига | 9    | 0    |                |                |          |          | 0                 | 0                 | 9      | 0      |
| Маркони сталионс  | 1992–93           | Национална фудбалска лига | 23   | 0    |                |                |          |          | 0                 | 0                 | 23     | 0      |
| Маркони сталионс  | 1993–94           | Национална фудбалска лига | 25   | 0    |                |                |          |          | 0                 | 0                 | 25     | 0      |
| Маркони сталионс  | Укупно            | Укупно                    | 58   | 0    |                |                |          |          | 0                 | 0                 | 58     | 0      |
| Динамо Дрезден    | 1994–95           | Бундеслига                | 2    | 0    | 0              | 0              | 0        | 0        | 0                 | 0                 | 2      | 0      |
| Динамо Дрезден    | Укуоно            | Укуоно                    | 2    | 0    | 0              | 0              | 0        | 0        | 0                 | 0                 | 2      | 0      |
| Кајзерслаутерн    | 1995–96           | Бундеслига                | 4    | 0    | 0              | 0              | 0        | 0        | 0                 | 0                 | 4      | 0      |
| Кајзерслаутерн    | Укупно            | Укупно                    | 4    | 0    | 0              | 0              | 0        | 0        | 0                 | 0                 | 4      | 0      |
| Бредфорд Сити     | 1996–97           | Прва дивизија             | 13   | 0    | 3              | 0              | 0        | 0        | 0                 | 0                 | 16     | 0      |
| Бредфорд Сити     | Укупно            | Укупно                    | 13   | 0    | 3              | 0              | 0        | 0        | 0                 | 0                 | 16     | 0      |
| Мидлсбро          | 1996–97           | Премијер лига             | 7    | 0    | 0              | 0              | 3        | 0        | 0                 | 0                 | 10     | 0      |
| Мидлсбро          | 1997–98           | Прва дивизија             | 34   | 0    | 3              | 0              | 7        | 0        | 0                 | 0                 | 44     | 0      |
| Мидлсбро          | 1998–99           | Премијер лига             | 34   | 0    | 1              | 0              | 0        | 0        | 0                 | 0                 | 35     | 0      |
| Мидлсбро          | 1999–2000         | Премијер лига             | 37   | 0    | 1              | 0              | 5        | 0        | 0                 | 0                 | 43     | 0      |
| Мидлсбро          | 2000–01           | Премијер лига             | 31   | 0    | 3              | 0              | 0        | 0        | 0                 | 0                 | 34     | 0      |
| Мидлсбро          | 2001–02           | Премијер лига             | 21   | 0    | 3              | 0              | 1        | 0        | 0                 | 0                 | 25     | 0      |
| Мидлсбро          | 2002–03           | Премијер лига             | 38   | 0    | 1              | 0              | 0        | 0        | 0                 | 0                 | 39     | 0      |
| Мидлсбро          | 2003–04           | Премијер лига             | 36   | 0    | 1              | 0              | 7        | 0        | 0                 | 0                 | 44     | 0      |
| Мидлсбро          | 2004–05           | Премијер лига             | 31   | 0    | 2              | 0              | 0        | 0        | 10                | 0                 | 43     | 0      |
| Мидлсбро          | 2005–06           | Премијер лига             | 27   | 0    | 6              | 0              | 3        | 0        | 11                | 0                 | 47     | 0      |
| Мидлсбро          | 2006–07           | Премијер лига             | 36   | 0    | 6              | 0              | 0        | 0        | 0                 | 0                 | 42     | 0      |
| Мидлсбро          | 2007–08           | Премијер лига             | 34   | 0    | 5              | 0              | 0        | 0        | 0                 | 0                 | 39     | 0      |
| Мидлсбро          | Укупно            | Укупно                    | 366  | 0    | 32             | 0              | 26       | 0        | 21                | 0                 | 445    | 0      |
| Фулам             | 2008-09.          | Премијер лига             | 38   | 0    | 5              | 0              | 1        | 0        | 0                 | 0                 | 44     | 0      |
| Фулам             | 2009–10           | Премијер лига             | 37   | 0    | 5              | 0              | 0        | 0        | 18                | 0                 | 60     | 0      |
| Фулам             | 2010–11           | Премијер лига             | 31   | 0    | 0              | 0              | 1        | 0        | 0                 | 0                 | 32     | 0      |
| Фулам             | 2011–12           | Премијер лига             | 30   | 0    | 0              | 0              | 1        | 0        | 12                | 0                 | 43     | 0      |
| Фулам             | 2012–13           | Премијер лига             | 36   | 0    | 2              | 0              | 1        | 0        | 0                 | 0                 | 39     | 0      |
| Фулам             | Укупно            | Укупно                    | 172  | 0    | 12             | 0              | 4        | 0        | 30                | 0                 | 218    | 0      |
| Челси             | 2013–14           | Премијер лига             | 4    | 0    | 2              | 0              | 3        | 0        | 3                 | 0                 | 12     | 0      |
| Челси             | 2014–15           | Премијер лига             | 0    | 0    | 0              | 0              | 0        | 0        | 0                 | 0                 | 0      | 0      |
| Челси             | Укупно            | Укупно                    | 4    | 0    | 2              | 0              | 3        | 0        | 3                 | 0                 | 12     | 0      |
| Лестер Сити       | 2014–15           | Премијер лига             | 6    | 0    | 2              | 0              | 0        | 0        | 0                 | 0                 | 8      | 0      |
| Лестер Сити       | 2015–16           | Премијер лига             | 0    | 0    | 0              | 0              | 3        | 0        | 0                 | 0                 | 3      | 0      |
| Лестер Сити       | Укупно            | Укупно                    | 6    | 0    | 2              | 0              | 3        | 0        | 0                 | 0                 | 11     | 0      |
| Укупно у каријери | Укупно у каријери | Укупно у каријери         | 625  | 0    | 51             | 0              | 35       | 0        | 54                | 0                 | 765    | 0      |

### Репрезентација
Извор репрезентација:
| Аустралија | Аустралија | Аустралија |
| Год        | Ута        | Гол        |
| ---------- | ---------- | ---------- |
| 1993       | 2          | 0          |
| 1994       | 2          | 0          |
| 1996       | 1          | 0          |
| 2000       | 4          | 0          |
| 2001       | 10         | 0          |
| 2003       | 3          | 0          |
| 2004       | 6          | 0          |
| 2005       | 8          | 0          |
| 2006       | 8          | 0          |
| 2007       | 8          | 0          |
| 2008       | 11         | 0          |
| 2009       | 10         | 0          |
| 2010       | 9          | 0          |
| 2011       | 12         | 0          |
| 2012       | 9          | 0          |
| 2013       | 6          | 0          |
| Укупно     | 109        | 0          |

## Трофеји и награде

### Клуб
Middlesbrough
- Енглески Лига куп: 2003–04.[2]

### Репрезентација
Аустралија
- ОФК куп нација: 2004.[84]

### Индивидуални
- Играч године Фулама: 2008–09.[28]
- Фудбалски савез Аустралије: Фудбалер године: 2009, 2010[85]
- Фудбалска медијска асоцијација Аустралије, Играч године: 2009[86]
- Орден Аустралије: 2009[12]
- Аустралијска професионална фудбалска асоцијација, Фудбалер године: 2010.[85]
- Играч месеца Премијер лиге: фебруар 2010.[87]
- Професионална фудбалска асоцијација Аустралије: Фудбалер године, медаља Алекс Тобин: 2014.

### Статистика
Мидлсбро
- Наступи за репрезентацију током играња за Мидлсбро: 53[88]

Челси
- Најстарији играч Челсија икада: 41 година и 218 дана[89]

Лестер Сити
- Најстарији играч Лестер Ситија икада: 43 године и 32 дана[90]

Аустралија
- Играч са највише одиграних мечева: 109[91]
- Голман са највише одбрана: 44[92]
- Најдужа каријера за репрезентацију: 20 years, 38 дана[93]
- Најстарији играч репрезентације икада: 40 година и 336 дана[94]